# Pedro Pinotes
Pedro Pinotes (ur. 30 września 1989 w Luandzie) – angolski pływak, olimpijczyk.
Na igrzyskach olimpijskich 2012 brał udział w konkurencji 400 metrów stylem zmiennym, gdzie zajął 30. miejsce. Na igrzyskach olimpijskich 2016 w tej samej konkurencji zajął 25. miejsce z czasem 4:25,84.